# ورق مطلي

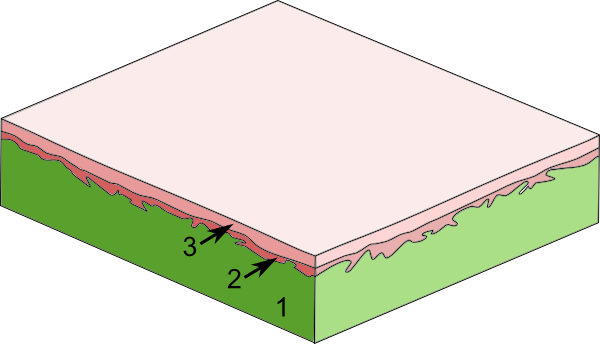

الورق المطلي (يُعرف أيضًا بورق المينا والورق اللامع والورق البقعي ) ورق تم تغليفه بمزيج من المواد أو البوليمر لإضفاء صفات معينة على الورق، بما في ذلك الوزن أو لمعان السطح أو نعومة ملمسه أو حبر مخفض الامتصاص. يمكن استخدام مواد مختلفة، بما في ذلك الكاولينيت وكربونات الكالسيوم والبنتونيت والتلك لطلاء الورق للطباعة عالية الجودة المستخدمة في صناعة التعبئة والتغليف وفي المجلات.
يتم ربط الطباشير أو طين الصين بالورق باستخدام مواد لزجة اصطناعية، مثل لاتكسات الستايرين-بيوتاديين والمواد الرابطة العضوية الطبيعية مثل النشا. قد تحتوي صيغة الطلاء أيضًا على مواد إضافية كيميائية كمواد مفرقة أو راتنجات أو بولي إيثيلين لإعطاء المقاومة للماء و القوة الرطبة للورق، أو لحمايته من الإشعاع فوق البنفسجي.

## انواعه
ورق مطلي بالآله
ورق مطلي بالآلة (MFC) له وزن أساسي يتراوح بين 48-80 جم/م2. له خصائص سطحية جيدة ولمعان طباعة عالي وصلابة ورقة كافية. يتكون ورق MFC من 60-85% من الخشب المطحون او اللب الحراري الميكانيكي (TMP) و 15-40% من اللب الكيميائي مع محتوى صبغي إجمالي يبلغ 20-30%. يمكن تقويم الورق بالضغط الناعم أو السوبر. يستخدم هذا الورق في الكتب الورقية غالبًا.
ورق مطلي ناعم
وله عده انواع
ورق مطلي ناعم :
هذه النوعية من الورق تستخدم عادة لمواد الإعلانات والكتب و التقارير السنوية والكتالوجات عالية الجودة. يتراوح وزن الورق من 90 إلى 170 جم/م2 و سطوع ISO بين 80 و 96%. يتألف اللب الورقي من أكثر من 90% من اللب الكيميائي. محتوى الصبغات الإجمالي في نطاق 30-45%، حيث تكون كربونات الكالسيوم والطين هي الأكثر شيوعًا.
ورق ذو وزن طلاء منخفض:
هذه الأنواع من الورق أخف وزنًا وأقل سمكًا من الورق المطلي القياسي (WFC) وكذلك وزن الورق ونسبة الصبغات تكون أقل عمومًا، 55-135 جم/م2 و20-35% على التوالي.
ورق رسم:
وهو واحد من أجود أنواع الورق المستخدمة في الطباعة ويستخدم للكتب المصورة والتقاويم والنشرات. يختلف وزن الورق من 100 إلى 230 جم/م2. هذه الأنواع من الورق مغطاة بثلاث طبقات بوزن 20-40 جم/م2/لكل جانب ولها تشطيب مطفي أو لامع. الأنواع ذات الجودة العالية تحتوي عادة على القطن.
طلاء لاستيكي
الورق المغطى بالبلاستيك يشمل أنواع من طبقات الورق؛ طلاء البولي إيثيلين أو البولي أوليفين بالبثق، و السيليكون، و الشمع لصنع أكواب الورق والورق الفوتوغرافي. تتوفر طبقات البيوبوليمر كبدائل أكثر استدامة لطبقات البتروكيماويات الشائعة مثل البولي إيثيلين منخفض الكثافة (LDPE) (انظر الورق المغطى بالبلاستيك) أو المايلار.
انواع اخرى
الورق المطبوع يحتوي عادة على طبقة علوية من البوليمر الواقي لحفظ الطباعة ومنع التآكل وإضفاء اللمعان أحيانًا. بعض الطلاءات تخضع للمعالجة بالأشعة فوق البنفسجية لزيادة الثبات.
ورقة الإطلاق هي ورقة من الورق أو البلاستيك تستخدم لمنع سطح لاصق من الالتصاق. تغطى من جانب واحد أو كلا الجانبين بمادة مساعدة على الإطلاق، توفر تأثير إطلاق ضد أي نوع من المواد اللاصقة مثل الغراء أو المعجون.
الورق المطبوع بالحرارة مثل الإيصالات مغطى بخليط كيميائي، يحتوي غالبًا على مواد سامة تؤثر على الهرمونات وتسبب السرطان، مثل البيسفينول أ (BPA). الورق مغطى بالحرارة، فإذا تحول لونه إلى الأسود بسبب الاحتكاك أو الحرارة. (انظر الورق الورق الحراري)

## راجع
1. ↑  Mark Beach (1993). Getting it Printed. North Light Books. ص. 178. ISBN:978-0-89134-510-7. مؤرشف من الأصل في 2020-06-02. Book paper is divided into uncoated paper (also called offset paper), coated paper (also called art paper, enamel paper, gloss paper and slick paper) and text paper.
2. ↑  "Grades of Paper". paperonweb.com. مؤرشف من الأصل في 2019-10-25.
3. ↑  Twede, Diana; Selke, Susan E. M. (2005). Cartons, Crates and Corrugated Board: Handbook of Paper and Wood Packaging Technology (بالإنجليزية). DESIGN HOUSE Incorporated. ISBN:978-1-932078-42-8. Archived from the original on 2023-10-10.
4. ↑  Paulapuro، Hannu، المحرر (2000). Paper and board grades. Papermaking science and technology / series ed.: Johan Gullichsen. Helsinki: Fapet Oy. ISBN:978-952-5216-18-9. مؤرشف من الأصل في 2023-05-22.
5. ↑  Khwaldia, Khaoula; Arab‐Tehrany, Elmira; Desobry, Stephane (2010-01). "Biopolymer Coatings on Paper Packaging Materials". Comprehensive Reviews in Food Science and Food Safety (بالإنجليزية). 9 (1): 82–91. DOI:10.1111/j.1541-4337.2009.00095.x. ISSN:1541-4337. Archived from the original on 2024-02-12. {{استشهاد بدورية محكمة}}: تحقق من التاريخ في: |تاريخ= (help)